# Врагове
„Врагове“ е български игрален филм (драма) от 1938 година, по сценарий и режисура на Васил Бакърджиев.

## Актьорски състав
- Елена Кушева
- Иван Кушев
- Васил Икономов
- Руска Колева